# モンテネグロ航空
モンテネグロ航空（モンテネグロ語: Montenegro erlajns、英語: Montenegro Airlines）は、モンテネグロの航空会社である。

## 概要
モンテネグロの首都ポドゴリツァにあるポドゴリツァ空港をハブとする。モンテネグロのフラッグ・キャリアであり、おもにヨーロッパに定期便を飛ばしている。モンテネグロ国内にはポドゴリツァとティヴァトの2都市に空港があるが、両空港は80kmしか離れておらず定期便が就航していないため、現在のモンテネグロ航空の運航路線はすべて国際線となっている。
航空券の座席予約システム（CRS）は、アマデウスITグループが運営するアマデウスを利用している。

## 歴史

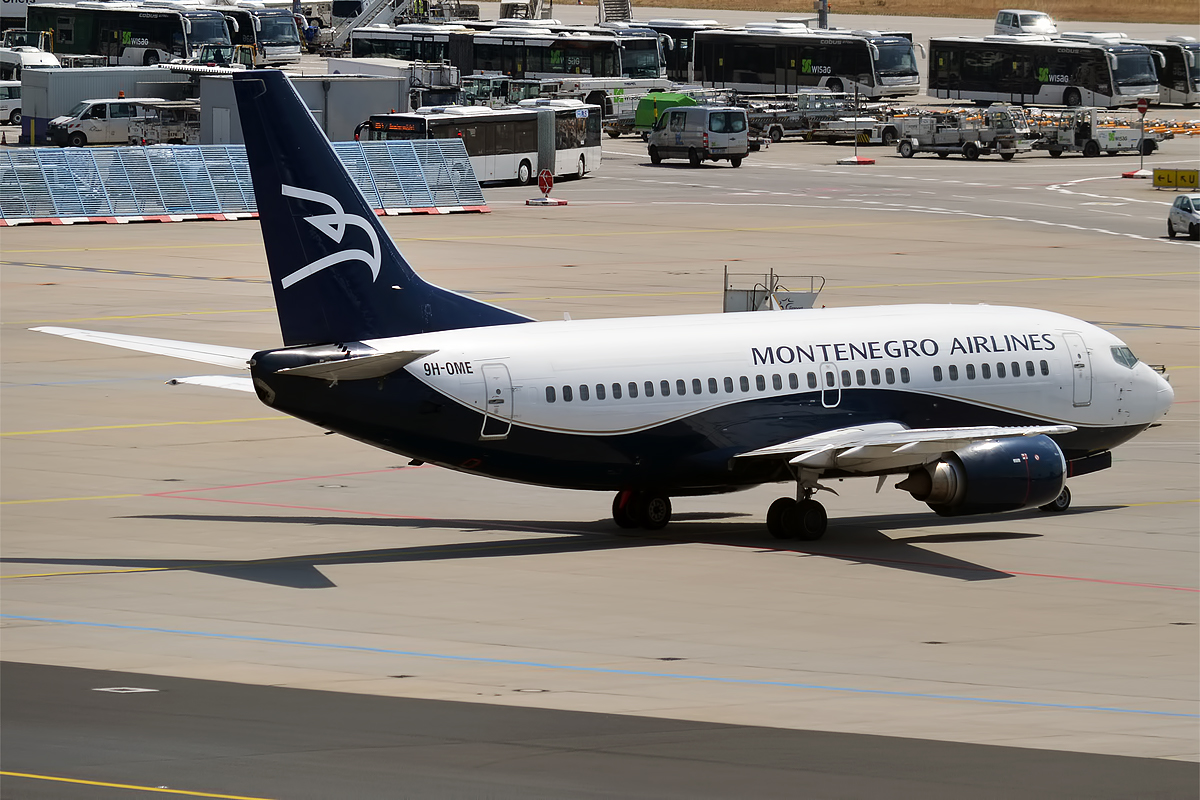
ボーイング737-500

モンテネグロ航空は1994年10月に当時ユーゴスラビアの一部であったモンテネグロ共和国政府によって設立された。しかし最初の商用機であるフォッカーF28型機の購入は1996年秋までずれこみ、1997年5月にポドゴリツァ⇔バーリ線が開設されたことにより設立から3年弱でようやく運航開始となった。設立されてからしばらくはEUによって乗り入れ禁止航空会社に指定されていたものの1999年10月には解除されて、年末にフランクフルト線を開設したのを皮切りにチューリッヒ・リュブリャナ・スコピエ・イスタンブール・ブダペストとおもに東欧の主要都市へと路線を拡げていった。2000年6月には国際航空運送協会に加盟している。

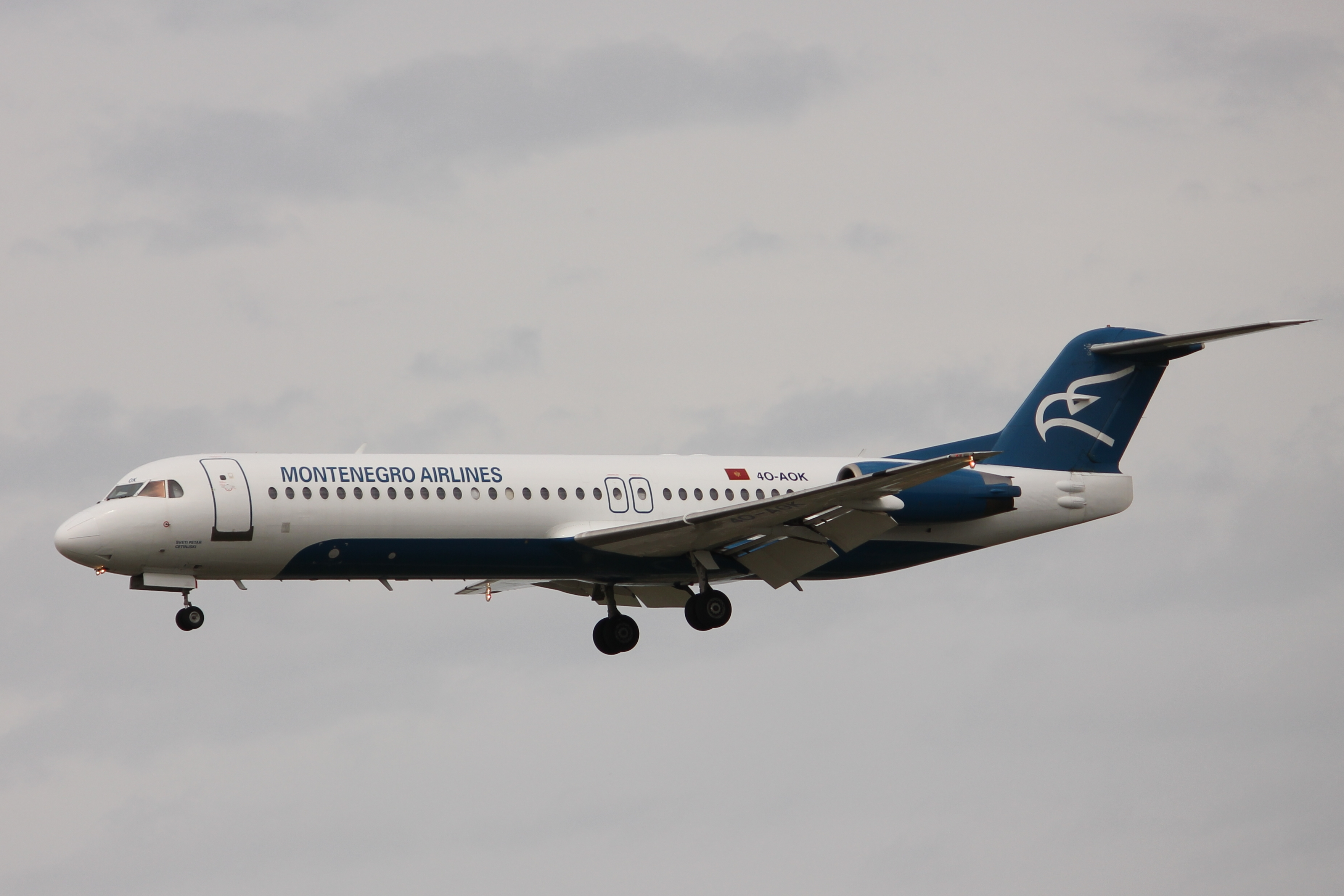
フォッカー 100

その後、モンテネグロ航空は2003年6月までにフォッカー100型機を4機購入したほか、航空券の発券システムにAmadeus CRSを導入することで会社の規模を拡張し、2004年6月には設立以来の総旅客運航が100万人を突破し、同年だけで37万人を記録、その3年後には200万人を超えるなど急成長をみせた。
しかし、2006年のモンテネグロの独立宣言によりセルビアが「外国」となり、またセルビア政府が保護主義的な政策を展開したために、モンテネグロに本拠地を置くモンテネグロ航空はニシュ⇔チューリッヒなどのドル箱路線の一部を閉鎖せざるを得なくなった。これに対し、モンテネグロ航空はセルビアにマスター・エアウェイズという別の航空会社を設立し、運航の継続を図ろうとしたがこれも認可されなかった。

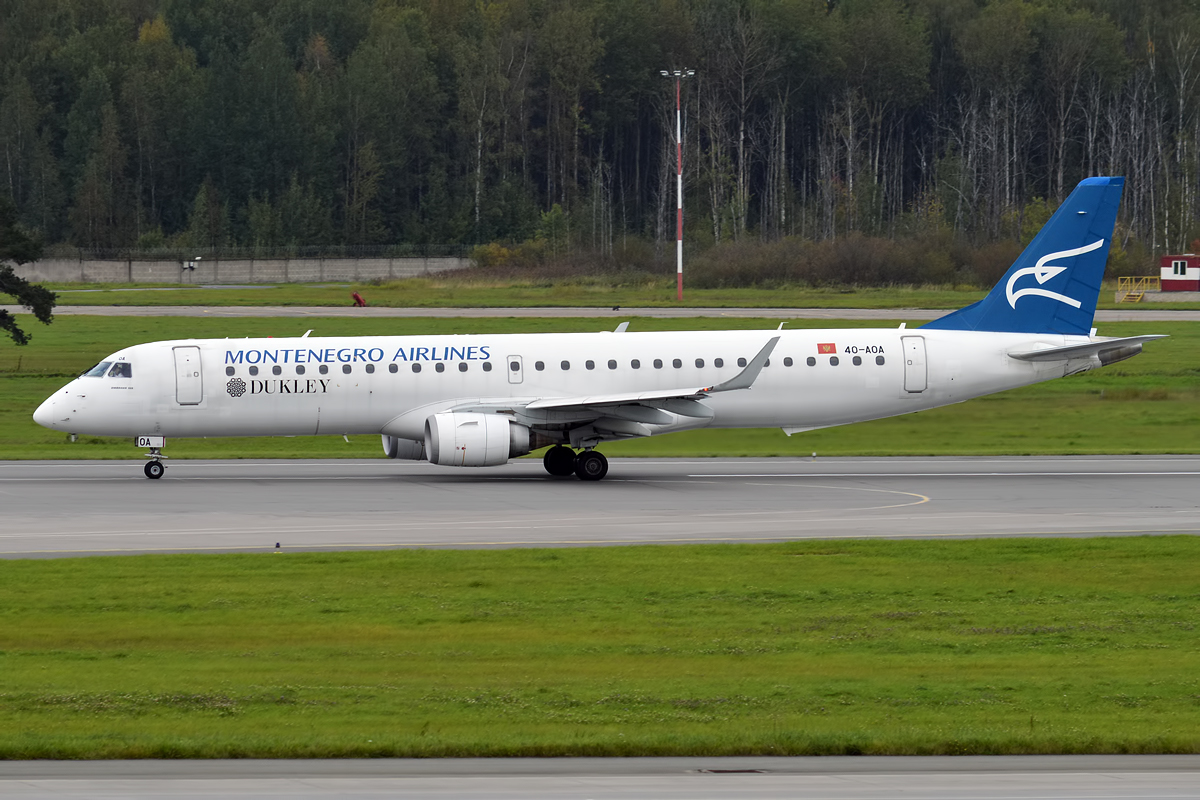
エンブラエル ERJ195

2007年6月にはネットワーク拡大のためにエンブラエル195型機を8年契約で2機リースし、最初に1機が納入された後にあらたにロンドン/ガドウィック線とミラノ線を開設した。2008年9月にはさらに1機のエンブラエル195型機をもう1機のオプション付きで31万USドルで購入し、さらなるネットワークの拡大を進めている。これにより今後はフォッカー100型機4機と、納入済みのエンブラエル195型機1機に未納入のリース機、購入機、オプション機を加えたエンブラエル195型機4機による運航がおこなわれるものと思われる。
現在、モンテネグロ航空は民営化に向けて動いており、モンテネグロ政府は最終的に保有するすべての株式を売却する方針である。

## 就航都市
- モンテネグロ
  - ポドゴリツァ
  - ティヴァト
- セルビア
  - ベオグラード
- スロベニア
  - リュブリャナ
- ハンガリー
  - ブダペスト
- オーストリア
  - ウィーン
- スイス
  - チューリッヒ
- ドイツ
  - フランクフルト・アム・マイン
- イタリア
  - ローマ
  - ミラノ
- フランス
  - パリ
- イギリス
  - ロンドン（ガドウィック）
- ロシア
  - モスクワ

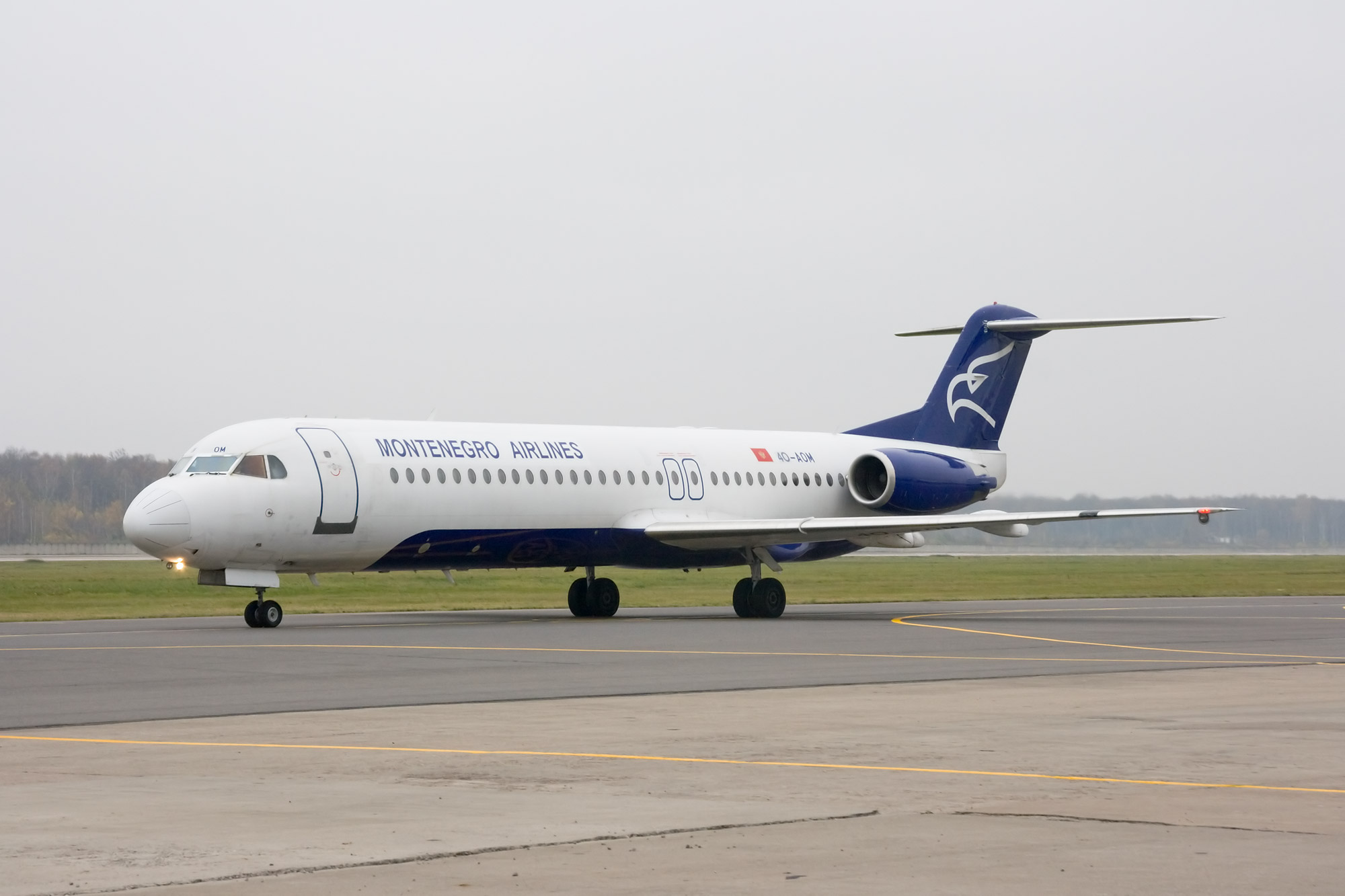
モンテネグロ航空のフォッカー100型機

このほかアドリア航空、オーストリア航空、マレーヴ・ハンガリー航空とのコードシェア便も運航している。

## 事件・事故
- 2005年1月25日午後11時ごろ、ポドゴリツァ空港に着陸予定のフォッカー100型機が誤って滑走路の脇に着陸し、前輪が折れるという事件があった。当時は夜間であったとともに雪が激しく降っており、滑走路の脇に接地後400mほどの地点で前輪が崩れ、700mほど地面を滑ったあと機体は停止した。この事故でパイロット1名と乗客2名が軽い怪我を負ったが、当時大雪の影響でモンテネグロ航空以外の航空会社はすべてポドゴリツァ線を運休していたにもかかわらず運航を強行したとして、乗客がモンテネグロ航空に対する訴えをおこした。
- 2008年1月7日、20人を乗せポドゴリツァ空港に着陸中のフォッカー100型機が被弾するという事件が起きた。定期点検により機体の尾部に弾痕が見つかり、原因は判明していないものの神現祭の祝砲の流れ弾が当たったのではと考えられている。